# Райнсдорф, Джерри
Дже́рри М. Ра́йнсдорф (англ. Jerry M. Reinsdorf, р. 25 февраля 1936) — сертифицированный общественный бухгалтер, адвокат, владелец команды Национальной баскетбольной ассоциации «Чикаго Буллз» и команды Главной лиги бейсбола «Чикаго Уайт Сокс». Свою профессиональную карьеру он начал как адвокат по вопросам налогообложения в Службе внутренних доходов. Более 20 лет был руководителем «Уайт Сокс» и «Буллз», где получил репутацию бережливого человека.
Он сделал себе состояние на операциях с недвижимостью, воспользовавшись решением Верховного суда США по делу Frank Lyon Co. v. United States, которое позволило владельцам недвижимости продавать её, а потом сдавать её в аренду обратно, с получением налоговых льгот.
В качестве владельца и руководителя «Чикаго Буллз» с 1985 года, он сделал клуб экономически успешным и выиграл шесть чемпионатов НБА в 1990-х годах (1991—1993 и 1996—1998). Его обвиняли в том, что он вместе с Джерри Крауссом разрушили победоносную команду, позволив ключевым фигурам, таким как Фил Джексон и Майкл Джордан, уйти из команды. Вместо того, чтобы сохранить их, Райнсдорф нанял Джордана в свою бейсбольную команду. Во время его руководства «Буллз» переехали из «Чикаго-стадиум» в «Юнайтед-центр».
Райнсдорф также привел к успеху и свою бейсбольную команду «Уайт Сокс». В 1983 году команда впервые с 1959 года вышла в плей-офф, а в 2005 году выиграла Мировую серию впервые с 1917 года. «Уайт Сокс» переехала из Comiskey Park в New Comiskey Park, который впоследствии был переименован в U.S. Cellular Field. С начала 1990-х годов Райнсдорф считается одним из самых влиятельных владельцев бейсбольных команд. Он повлиял на введение потолка зарплат, а также на распределение доходов лиги.

## Биография
Райнсдорф родился в еврейской семье в Бруклине, Нью-Йорк. Он посещал среднюю школу Erasmus Hall в Бруклине. В детстве он часто ходил смотреть бейсбольные матчи на Эббетс Филд, где однажды стал свидетелем дебюта Джекки Робинсона, первого темнокожего игрока в Главной лиге.
Диплом бакалавра получил в Университете Джорджа Вашингтона Вашингтон, округ Колумбия. В 1957 году переехал в Чикаго. Райнсдорф стал сертифицированным общественным бухгалтером и адвокатом. Он получил стипендию Northwestern University School of Law. Его первым делом после окончания университета в 1960 году стало дело о банкротстве Била Вика (англ. Bill Veeck), в то время владельца Уайт Сокс. В 1964 году Райнсдорф начал собственную частную практику. Он разработал специальную программу по уходу от налогов. В 1973 году он продал свой бизнес и основал компанию Balcor, которая занималась инвестициями в строительство. В 1982 году он продал Balcor за 102 млн долларов компании Shearson Lehman Brothers. Однако он оставался президентом компании ещё несколько лет. В 2016 году Джерри Райнсдорф был включён в Зал славы баскетбола.
Женат на Мартил Райнсдорф (урождённой Рифкин, род. 1937), старшей сестре экономиста Джереми Рифкина.